# Старт (стадион, Киев)
«Стадион „Старт“» — футбольный стадион расположенный в Шевченковском районе города Киева по адресу улица Шолуденко № 26-28/4.

## История

### Предвоенное и военное время

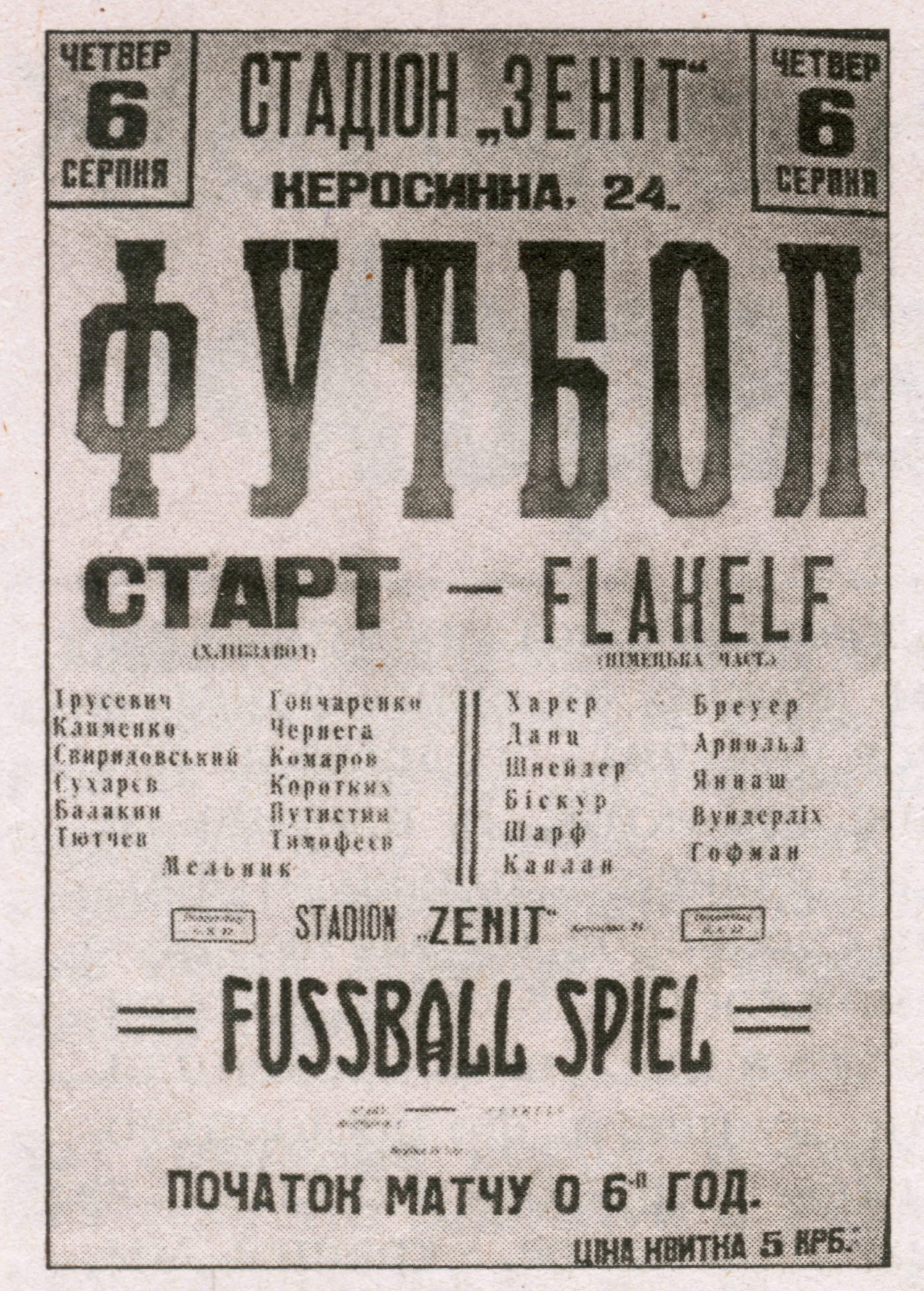
Афиша матча «Старт» — «Флакельф» 6 августа 1942

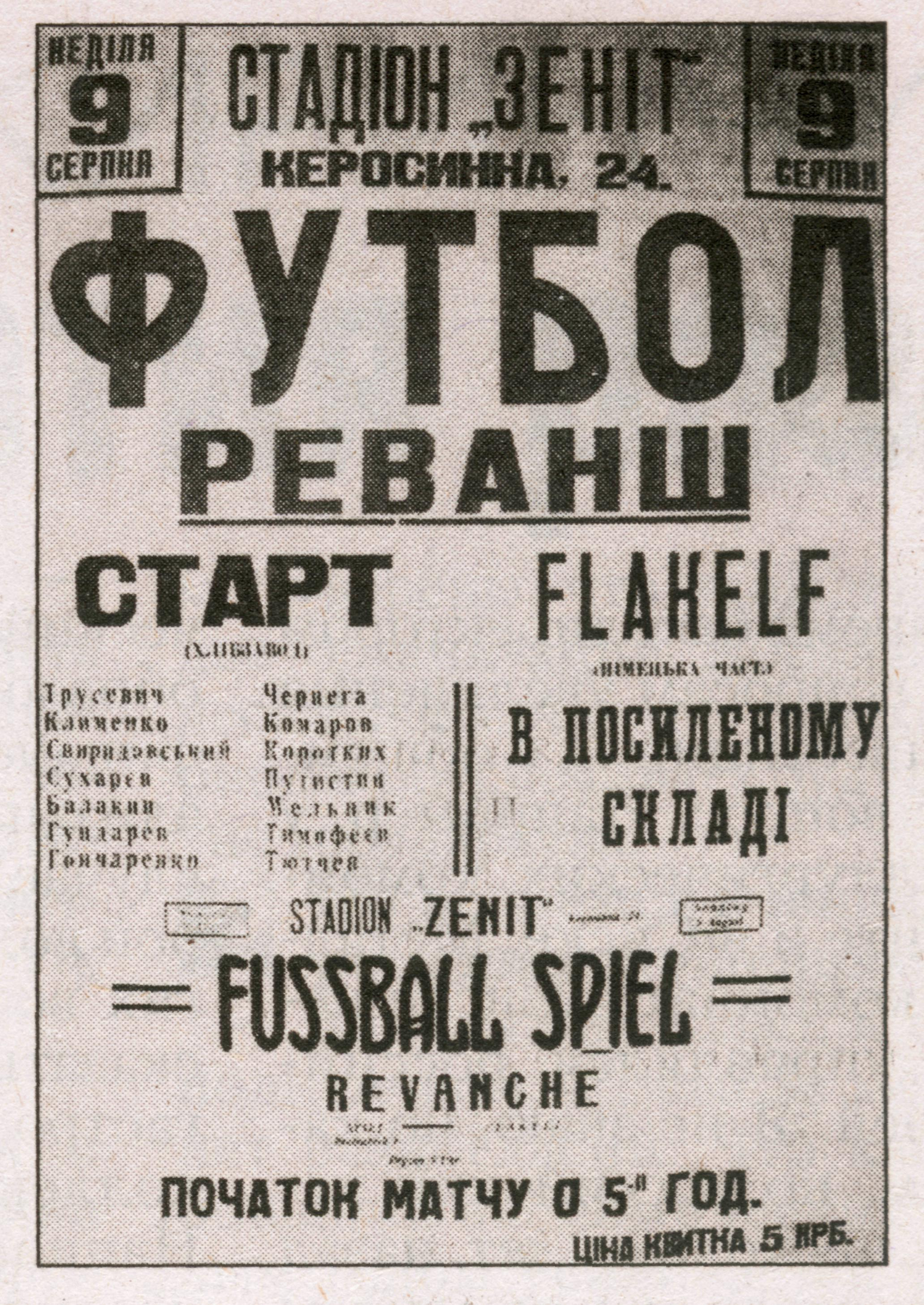
Афиша матча «Старт» — «Флакельф» 9 августа 1942

Строительство стадиона был завершено в 1930-е годы, и он получил название «Зенит». Тогда это был стадион для оборонного завода № 304 имени Петровского. Во время войны на стадионе был организован лагерь военнопленных. 27 мая 1942 г. «исполнительный директор» хлебозавода Чебанюк написал письмо в секцию физкультуры и спорта городской управы о том, что «Киевский хлебозавод № 1 просит зарегистрировать добровольную футбольную команду завода». С этого момента команда получила официальный статус и смогла дважды в неделю тренироваться на данном стадионе, а лагерь военнопленных на стадионе был ликвидирован.
Во время войны на стадионе прошёл ряд матчей (вход стоил 5 карбованцев):
- 21 июня «Старт» — сборная венгерского гарнизона — 6:2. (Состав «Старта» согласно афише: Трусевич, Клименко, Сухарев, Балакин, Путистин, Гончаренко, Чернега, Комаров, Коротких, Кузьменко, Сотник, Ткаченко, Свиридовский.)
- 28 июня «Старт» — сборная артиллерийской части (Германия) — 7:1.
- 5 июля «Старт» — «Спорт» (украинское спортивное общество) — 8:2. (Состав «Старта» согласно афише: Трусевич, Клименко, Свиридовский, Балакин, Сухарев, Ткаченко, Гончаренко, Чернега, Комаров, Коротких, Путистин, Кузьменко, Сотник, Тютчев.)
- 17 июля «Старт» — воинская команда «RSG» (сборная железной дороги, Германия) — 6:0. (Состав «Старта» согласно афише: Трусевич, Клименко, Свиридовский, Сухарев, Балакин, Ткаченко, Гончаренко, Чернега, Комаров, Коротких, Путистин, Тимофеев.)
- 19 июля «Старт» — «MSG. Wal.» (венгерская часть) — 5:1. (Состав «Старта» согласно афише: Трусевич, Клименко, Свиридовский, Сухарев, Балакин, Ткаченко, Гончаренко, Чернега, Комаров, Коротких, Путистин, Тимофеев.)
- 26 июля «Старт» — «GK SZERO» (сборная венгерских частей) — 3:2. (Состав «Старта» согласно афише: Трусевич, Клименко, Свиридовский, Сухарев, Балакин, Путистин, Гончаренко, Чернега, Комаров, Коротких, Тимофеев, Кузьменко.)

Практически все матчи судил обер-лейтенант по имени Эрвин.
Затем против киевских футболистов играла команда «Flakelf» (сборная, собранная из солдат и офицеров противовоздушной обороны (зенитчиков), а также лётчиков и механиков киевского аэродрома).
Первая встреча состоялась 6 августа 1942 года. «Старт» выиграл с разгромным счётом 5:1. Состав «Старта» согласно афише: Трусевич, Клименко, Свиридовский, Сухарев, Балакин, Тютчев, Гончаренко, Чернега, Комаров, Коротких, Путистин, Тимофеев, Мельник.
9 августа 1942 на данном стадионе прошёл легендарный матч между киевской командой (из футболистов из «Динамо» (Киев), киевского «Локомотива» и одесского «Спартака») и немецкой командой «Flakelf», прозванный впоследствии «Матчем смерти».

### После Второй мировой войны
После окончания Второй мировой войны стадион был переименован в «Авангард». В 1981 году он был опять переименован уже в «Старт» (для увековечения доблестных игроков, которые играли в оккупированном Киеве). В том же году в память о героизме игроков на территории стадиона был установлен памятный знак.

### Попытка уничтожения
В 2010 году участок стадиона «Старт» был передан в аренду ООО «Голден Хаус» для «реконструкции», а фактически разрушения. Однако впоследствии стадион был спасён киевлянами, которые инициировали продолжение обсуждения данного вопроса и 8 декабря 2014 года на заседании комиссии Киевсовета по вопросам градостроительства депутаты решили отменить решение о передаче в аренду ООО «Голден Хаус» земельного участка под стадионом «Старт». Однако компания «Голден Хаус» смогла снова договориться с судьёй и получила добро на уничтожение стадиона. По информации издания «Факты и комментарии» решение по стадиону принял судья Игорь Погрибниченко, который уже ранее разрешил уничтожить Гостиный двор, разрушить детсад на Ревуцкого № 7, и запрещал массовые мероприятия во время режима Януковича. В выходные дни в сентябре 2015 года возле столичного стадиона «Старт» прошла массовая акция протеста с сотнями людей против уничтожения стадиона.
18 декабря 2015 года Киевский апелляционный административный суд принял решение об отмене договора аренды земли под стадионом «Старт» с последующим его уничтожением для постройки жилищно-офисного комплекса.